# Stadium (maat)
Het woord stadium komt uit het Grieks (στάδιον), en betekent letterlijk: de plaats waar mensen staan. Het oudste stadium is dat van Olympia op de Peloponnesus. Tijdens de vroegste Olympische Spelen werd er bijvoorbeeld hardgelopen over de hele breedte van het στάδιον: een afstand van iets meer dan 190 meter. De maat van het oudste stadium werd daarmee een standaardmaat in het oude Griekenland.
In het Nederlands kennen we een stadium als een bepaalde fase van een aan de gang zijnd proces of een onderdeel van een dynamische structuur. Deze betekenis heeft de lengtemaat als oorsprong.